# 安全教育
安全教育（あんぜんきょういく）とは、何らかの危険な活動に際して、予め事故を起こさない・事故に遭わないようにと行われる教育のことである。
一般に交通に対するものと労働に対する教育が見られるが、交通に関しての安全のための教育は交通安全の項を参照して欲しい。本項では主に労働に関連した安全教育に付いて説明する。

## 概要
労働において、その多くでは労働災害と呼ばれる危険が存在し、また職業病に代表される労働内容に起因する疾病がみられる。
これらは労働者の健康を脅かすのみならず、それら労働者を雇用する経営者にとっても頭の痛い問題で、訓練した熟練労働者が負傷や疾病で休んだりそれら事故に絡んで施設・設備が破損するとそれだけで損失であるし、またそれら労働者の補償問題もあるだけに、そういった問題の回避から重要になる。
こういった問題を回避し、安全に作業するための教育が「安全教育」と呼ばれる。

### 教育の内容
安全教育では、使用する道具（工具）や機材・設備の性質を教え、それらの正しい扱いを教えると共に、どう使うと危険であるかや、どのような危険があるかを教える。
例えばプレス加工においてプレス機械の材料を挟む場所に手を入れることは大変危険であるとか、どの場所に手を入れてはいけないかといったことが示され、またそれら機械の非常停止ボタンなどの安全装置がどこにあるかといったことが事細かに教えられる。建設など工事現場の場合では、高所作業など所定の作業の際に、必要な危険防止策を利用することが教えられ義務付けられている。実際の作業箇所を示して、どの場所で働くことが「高所作業」などの危険な作業に相当するかも教えられる。
また、過去の事故・失敗といった事例も参照される。例えばヒヤリ・ハットと呼ばれる「ひやっとした（恐ろしくて肝を冷やした危険）」や「はっとした（すんでで気付いた危険）」といった体験は、放置すればより深刻な事故に繋がる危険性があるとして重視される。なお「失敗知識データベース」を公開している畑村創造工学研究所や失敗学会のように、失敗事例を収集している組織も存在し、それらの情報も参照され、考えられる対応策と共に示される。
このほか、事故を予防するのに有効な習慣も教えられる。例えば指差喚呼は、他者への注意喚起と自分の注意を喚起する上で有効だと考えられており、所定の動作をする前に、幾つかのチェック点を順に確認して行くという習慣である。

### 安全工学と安全教育
危険回避のための思想には安全工学という工学上の分野もあるが、機構上の安全装置や安全具（防具の一種）は単に事故防止策の一つに過ぎず、それらを適切に使用するためにも教育は重要である。
安全工学では人間工学的な側面から、人間がどのような間違いを犯しやすいかもテーマとされ、それを防止するための仕組みを工夫するのもその範疇である。ただ、どんなに頑丈な安全帽や安全帯や安全靴も、正しい使用方法を知らなかったり、危険箇所に気付かず適正に使用していなければ、事故を防止しようがない。
安全のための装備を正しく使う上でも、安全教育は重要視される。

## 現場と安全教育
こういった教育であるが、しばしば末端の小規模な企業では教育に適任な人材が乏しい傾向があり、またはそういった教育に時間や人手が避けない場合もある。工作機械の使用に際して、予め机上と実地とで説明がなされることが理想的だが、場合によっては機械を前にして口頭で一通り説明されただけで作業が割り振られる場合もあり、後は当人の警戒心や危機意識頼りというケースも中小企業では珍しいことでは無い。
ただこういった状況下で当人も不注意であった場合や、ポカヨケなどの他の安全対策が十分でなかった場合には重大事故に発展するおそれがある。加えて、こういった等閑な教育で当人が言われたことを理解していない場合は致命的で、外国人労働者にありがちなケースとしては、言葉の違いから危険箇所の説明が十分伝わらずに事故に繋がる場合もあり、中には「説明しても通じない」として、教育を放棄していた労働災害事例もある。
学校教育などでは、試験などを通じて理解度を測定するが、安全教育では監督者が実際の作業を見て、作業者が各々安全教育を実作業に生かしているかが確認される。ただ、安全確認動作の中には作業を手っ取り早く進める上で一見無駄に思えるものもあり、中には作業の進み具合の遅れを取り戻そうとして等閑にされることもある。しかし労働災害の多くが、そういった「焦り」に起因する傾向もあり、実際に事故が起きてしまえば作業の遅れ程度では済まなくなる場合もある。

## 安全教育とコストと品質
安全と効率は一見すると相反する要素のようにも見えるが、安全確保のために無理な作業を廃して楽に作業できるようにすれば疲れず作業が続けられ、より注意深く作業することで歩留まりを高め、危険を回避するために治具を工夫し手作業の箇所を減らすことで作業を簡略できる場合もある。正しい道具の使い方や、効率が良く手違いや失敗の少ない作業手法を教えることも、安全教育の一種である。
総じて全体的に教育が行き届き安全意識の高い労働環境は、それらから作られる製品などに対しても注意が払われており、その品質も向上する。安全教育はコストを短期的に押し上げる要因にもなるが、使用される設備・道具類の扱いも無茶が減る傾向があり、適正に使われ整備の行き届いた道具や設備は長持ちし、加えて労災などの問題も軽減されるため、長期コスト面では有利だといえよう。